# Französische Squash-Meisterschaften
Die französischen Squash-Meisterschaften sind ein Wettbewerb zur Ermittlung des nationalen Meistertitels im Squash in Frankreich. Ausrichter ist die Fédération française de squash.
Seit 1975 werden die Meisterschaften bei den Herren und seit 1979 bei den Damen jährlich ausgetragen. Rekordhalter sind Thierry Lincou bei den Herren mit elf und Camille Serme bei den Damen mit 13 Titeln.

## Französische Meister
Die Nummern in Klammern hinter den Namen geben die Anzahl der gewonnenen Meisterschaften wieder. Folgende Spieler konnten die Meisterschaft gewinnen:
| Jahr | Herren                  | Damen                 |
| ---- | ----------------------- | --------------------- |
| 1975 | Denis Grosdanovitch     | nicht ausgetragen     |
| 1976 | Guy Quenouelle          | nicht ausgetragen     |
| 1977 | Denis Grosdanovitch (2) | nicht ausgetragen     |
| 1978 | Denis Grosdanovitch (3) | nicht ausgetragen     |
| 1979 | Denis Grosdanovitch (4) | Hélène Guilard        |
| 1980 | Michel Baulac           | Corinne Teulières     |
| 1981 | Clarence Clauss         | Corinne Teulières (2) |
| 1982 | Clarence Clauss (2)     | Corinne Teulières (3) |
| 1983 | Patrice Chautard        | Sabine Amigorena      |
| 1984 | Patrice Chautard (2)    | Catherine Lebossé     |
| 1985 | Eric Claudel            | Sabine Amigorena (2)  |
| 1986 | Sean Flynn              | Corinne Castets       |
| 1987 | Sean Flynn (2)          | Catherine Lebossé (2) |
| 1988 | John Elstob             | Corinne Castets (2)   |
| 1989 | John Elstob (2)         | Corinne Castets (3)   |
| 1990 | John Elstob (3)         | Corinne Castets (4)   |
| 1991 | John Elstob (4)         | Corinne Castets (5)   |
| 1992 | John Elstob (5)         | Corinne Castets (6)   |
| 1993 | Julien Bonetat          | Corinne Castets (7)   |
| 1994 | John Elstob (6)         | Corinne Castets (8)   |
| 1995 | Sameer Khan             | Corinne Castets (9)   |
| 1996 | Jean-Michel Arcucci     | Corinne Castets (10)  |
| 1997 | Thierry Lincou          | Isabelle Stoehr       |
| 1998 | Thierry Lincou (2)      | Isabelle Stoehr (2)   |
| 1999 | Thierry Lincou (3)      | Corinne Castets (11)  |
| 2000 | Thierry Lincou (4)      | Isabelle Stoehr (3)   |
| 2001 | Thierry Lincou (5)      | Isabelle Stoehr (4)   |
| 2002 | Thierry Lincou (6)      | Isabelle Stoehr (5)   |
| 2003 | Thierry Lincou (7)      | Isabelle Stoehr (6)   |
| 2004 | Grégory Gaultier        | Isabelle Stoehr (7)   |
| 2005 | Thierry Lincou (8)      | Isabelle Stoehr (8)   |
| 2006 | Grégory Gaultier (2)    | Isabelle Stoehr (9)   |
| 2007 | Thierry Lincou (9)      | Isabelle Stoehr (10)  |
| 2008 | Thierry Lincou (10)     | Isabelle Stoehr (11)  |
| 2009 | Thierry Lincou (11)     | Camille Serme         |
| 2010 | Grégory Gaultier (3)    | Camille Serme (2)     |
| 2011 | Grégory Gaultier (4)    | Camille Serme (3)     |
| 2012 | Grégory Gaultier (5)    | Camille Serme (4)     |
| 2013 | Grégory Gaultier (6)    | Camille Serme (5)     |
| 2014 | Grégoire Marche         | Camille Serme (6)     |
| 2015 | Mathieu Castagnet       | Camille Serme (7)     |
| 2016 | Mathieu Castagnet (2)   | Camille Serme (8)     |
| 2017 | Lucas Serme             | Coline Aumard         |
| 2018 | Mathieu Castagnet (3)   | Camille Serme (9)     |
| 2019 | Grégoire Marche (2)     | Camille Serme (10)    |
| 2020 | Lucas Serme (2)         | Camille Serme (11)    |
| 2021 | Grégoire Marche (3)     | Camille Serme (12)    |
| 2022 | Grégoire Marche (4)     | Marie Stephan         |
| 2023 | Victor Crouin           | Marie Stephan (2)     |
| 2024 | Victor Crouin (2)       | Marie Stephan (3)     |
| 2025 | Victor Crouin (3)       | Camille Serme (13)    |